# Clinopodium troodi
Clinopodium troodi — вид рослин родини глухокропивові (Lamiaceae), поширений на територіях Кіпру й Туреччини.

## Поширення
Поширений на територіях Кіпру й Туреччини.